# Camillo Finocchiaro Aprile
Camillo Finocchiaro Aprile (né le 28 janvier 1851  à Palerme et mort le 26 janvier 1916 à Rome) est un homme politique et juriste italien. Membre du Parti libéral italien, il fut ministre des Postes et Télégraphes puis ministre de la Justice et de la Grâce, ainsi que député pendant près de 34 ans. Il occupa aussi brièvement les charges de maire de Rome et de maire de Catane. 

## Biographie
Camillo Finocchiaro Aprile naît en Sicile en 1851 d'Andrea Finocchiaro, fonctionnaire auprès de la commune de Palerme, et de Carolina Aprile, au sein d'une famille de la bourgeoisie palermitaine. Il est ainsi le neveu de l'avocat Lorenzo Finocchiaro et le petit-fils du magistrat Camillo Finocchiaro (1770-1862).
Actif dans le Carbonarisme et proche des idées républicaines, il combat, en 1867 à l'âge de seulement seize ans, auprès de Giuseppe Garibaldi à la bataille de Monterotondo. En 1872, il est élu conseiller municipal de Palerme, alors qu'il est encore étudiant en jurisprudence. Élu député pour la circonscription de Palerme en 1882, il a toujours été réélu (à Palerme puis à partir de 1892 dans la circonscription de Prizzi) et cela jusqu'à sa mort en 1916, soit 34 ans plus tard.

## Décorations
- Médaille d'or au mérite pour la Santé publique italienne (reçu le 23 novembre 1889).